# Yemin
Yemin es una serie de televisión turca de 2019 producida por Karamel Yapım para Kanal 7.

## Trama
La familia Tarhun es una familia muy rica y conocida. El padre de la familia, Hikmet Tarhun, quiere casar a su malcriado e irresponsable hijo Emir. Él piensa que la mejor opción es su sobrina Reyhan. Reyhan es una chica joven y hermosa. Sin embargo, no quiere casarse con un extraño que no conoce, pero no puede romper con su tío Hikmet debido a su enfermedad y acepta casarse con Emir. Emir  no quiere casarse con Reyhan al principio. Sin embargo, después de ser desafiado por su padre, él acepta, pero trata a Reyhan muy mal. Reyhan fue maltratada por Emir y su madre Cavidan, pero su tío Hikmet siempre la cuidó. Con el tiempo, Reyhan y Emir comienzan a enamorarse.

## Reparto
- Gökberk Demirci - Emir Tarhun.
- Setenay Süer - Gülperi. (351 - 503)
- Özge Yağız - Reyhan Tarhun. (1 - 245)
- Cansu Tuman - Feride Tarhun. (246 - 350)
- Can Verel - Kemal Tarhun.
- Yağmur Şahbazova - Narin Tarhun. (71 - 503)
- Berkant Müftüler - Hikmet Tarhun. (1-336)
- Gül Arcan - Cavidan Tarhun.
- Sude Aydın - Masal Tarhun. (427 - 503)
- Cansın Mina Gür - Masal Tarhun. (1 - 350)
- Büşra Oğur - Tülay.
- Neslihan Öztürk - Beyhan.
- Ali Yağız Durmuş - Savaş.
- Mehmet Baştürk - Baran.
- Gamze Çetinkaya - Fidan.
- Yiğit Arslan - Mert.
- Nevzat Yılmaz - Hasan Amca.
- Ceyda Olguner - Cemre. (1 - 350)
- Mustafa Şimşek - Talaz. (1 - 350)
- Sıla Türkoğlu - Suna Tarhun.
- Esra Demirci Çoban - Melike.
- Derya Kurtuluş Oktar - Şehriye.
- Melahat Abbasova - Münevver. (246 - 503)
- Elif Özkul Elsayit - Kumru. (246 - 350)
- Gözde Gündüzlü - Oya Tarhun.
- Hülya Aydın - Songül.
- Miran Efe Achilov - Yiğit Tarhun. (246 - 350)
- Ahmet Ömer Akıner - Yiğit Tarhun. (351 - 503)
- Can Çağlar - Taci. (2- 350)
- Barış Gürses - Sefer.
- Yavuz Ketenci - Reşit.
- Emre Kerem Ketenci - Semih.
- Hatice Öztürk - Meltem.
- Figen Gürz - Doctor Sevda.
- Ejder Özkarslıgil - Ozan.
- Merve Küçükşakar - Bade.
- Gönül Ürer - Sütanne.
- Munise Özlem - Leyla (2 - 70)
- Hasan Ballıktaş - Cevahir.
- Aysun Güven - Kadriye.
- Yağmur Akdağ - Nigar.
- Tuğgül Küçükoğlu - Yonca.
- Ali Dereli - Zafer.
- Korkut Çözer - Ercan.
- Bora Atabey - Erhan.
- Balım Gaye Bayrak - Zeynep.
- Tuğçe Ersoy - Süheyla.
- Hilal Anay - Gülsüm.
- Gürkan Tavukçuoğlu - Ümit.
- Mehmet Ali Ayanoğlu - amigo de Emir.
- Arda Yükselener - Sarp.
- İlhami Uludağ - Servet.
- Ali İhsan Çiçek - Kasap Mülayim Bey.
- Bengü Gürses - Pelin.

## Producción y cambios

### Emisión
La serie se estrenó oficialmente por Kanal 7 el 18 de febrero de 2019 y finalizó su primera temporada el 31 de mayo de ese mismo año, constando de 70 episodios siendo la temporada más corta. 
La segunda temporada se estrenó el 9 de septiembre de 2019 y finalizó el 8 de mayo de 2020 debido a la pandemia de COVID-19, constando de 175 episodios (del 71 al 245) siendo la temporada más larga de la serie. 
La tercera temporada se estrenó el lunes 7 de septiembre de 2020 y finalizó el domingo 27 de junio de 2021, constando de 105 episodios (del 246 al 350).
La cuarta temporada se estrenó el viernes 17 de septiembre de 2021 con el episodio 351. Después de 4 temporadas y 503 episodios, la serie finalizó oficialmente el domingo 9 de octubre de 2022.

### Cambio de protagonista
La serie era protagonizada por Özge Yağız y Gökberk Demirci en sus 2 primeras temporadas. Sin embargo, tras la finalización de su segunda temporada, la serie sufrió cambios en su producción.
La actriz Özge Yağız, quien interpretaba a Reyhan, abandonó la serie debido a nuevos proyectos, por lo que la actriz Cansu Tuman ingresó en su lugar, ahora con el personaje de Feride.
Al igual que su anterior temporada, su protagonista se despide de la serie tras el final de temporada. La actriz Cansu Tuman salió de la serie tras su final de temporada debido a nuevos proyectos. La actriz Setenay Süer ingresó en su lugar a la serie, ahora con el personaje de Gülperi. 

### Cambios de horario
En sus 2 primeras temporadas, la serie se emitía de lunes a viernes a las 19h. A partir de la tercera temporada, la serie sufrió constantes cambios de horario.
Debido al estreno de Emanet el mismo día y que esta ocupe su horario, la tercera temporada se emitía de lunes a viernes a las 21:15h hasta el 23 del siguiente mes en su episodio 280. A partir del 31 del mismo, la serie se emite los sábados y domingo a las 19h hasta su final de temporada. 
La cuarta temporada fue la que sufrió constantes cambios en sus días de emisión. La serie inició emitiéndose de viernes (21:15h) a domingo (19h) desde el episodio 351 hasta el 377 emitido el 14 de noviembre de ese mismo año para luego volver a emitirse solo los sábados y domingos del 20 de noviembre de 2021 al 3 de julio de 2022 del episodio 378 hasta el 443. Sin embargo, la serie volvió a su horario original (de lunes a viernes) reemplazando a Emanet (que finalizó su segunda temporada) a partir del martes 5 del mismo mes desde su episodio 444 hasta el 497 emitido el 16 de septiembre del mismo año. La serie volvió a ser emitida los sábados y domingos a partir del 24 del mismo mes en su episodio 498 debido al regreso de Emanet en su tercera temporada. Después de 4 temporadas y 503 episodios, la serie finalizó oficialmente el domingo 9 de octubre de 2022.

### Curiosidades
- Esta es la primera serie producida por Karamel Yapım y emitida por Kanal 7.
- Esta es la segunda serie producida por Karamel Yapım, la primera fue Adını Sen Koy, la cual fue emitida entre 2016 y 2018 por TRT1 (temporada 1, en coproducción con Birsel Film), Star TV (temporada 2-3) y TV8 (temporada 4).
- Esta serie logró llegar a su capítulo final y no fue cancelada abruptamente como su antecesora.
- Esta es la segunda serie emitida por Kanal 7, la primera fue Elif (finalizada ese mismo año).
- La serie fue protagonizada en sus 2 primeras temporadas por Özge Yağız (Reyhan) y Gökberk Demirci (Emir), los cuales iniciaron y mantienen un romance en la vida real, a pesar de que Özge fue reemplazada por Cansu Tuman (Feride, temporada 3) y Setenay Süer (Gülperi, temporada 4).
- Özge Yağız y Gökberk Demirci ya habían participado antes en Adını Sen Koy, al igual que muchos actores de la serie.

## Temporadas
| Temporada | Temporada | Episodios | Rango de episodios | Emisión original         | Emisión original     |
| Temporada | Temporada | Episodios | Rango de episodios | Inicio                   | Final                |
| --------- | --------- | --------- | ------------------ | ------------------------ | -------------------- |
|           | 1         | 70        | 1 - 70             | 18 de febrero de 2019    | 31 de mayo de 2019   |
|           | 2         | 175       | 71 - 245           | 9 de septiembre de 2019  | 8 de mayo de 2020    |
|           | 3         | 105       | 246 - 350          | 7 de septiembre de 2020  | 27 de junio de 2021  |
|           | 4         | 153       | 351 - 503          | 17 de septiembre de 2021 | 9 de octubre de 2022 |

- Datos: Q8052158